# UTC+10:30

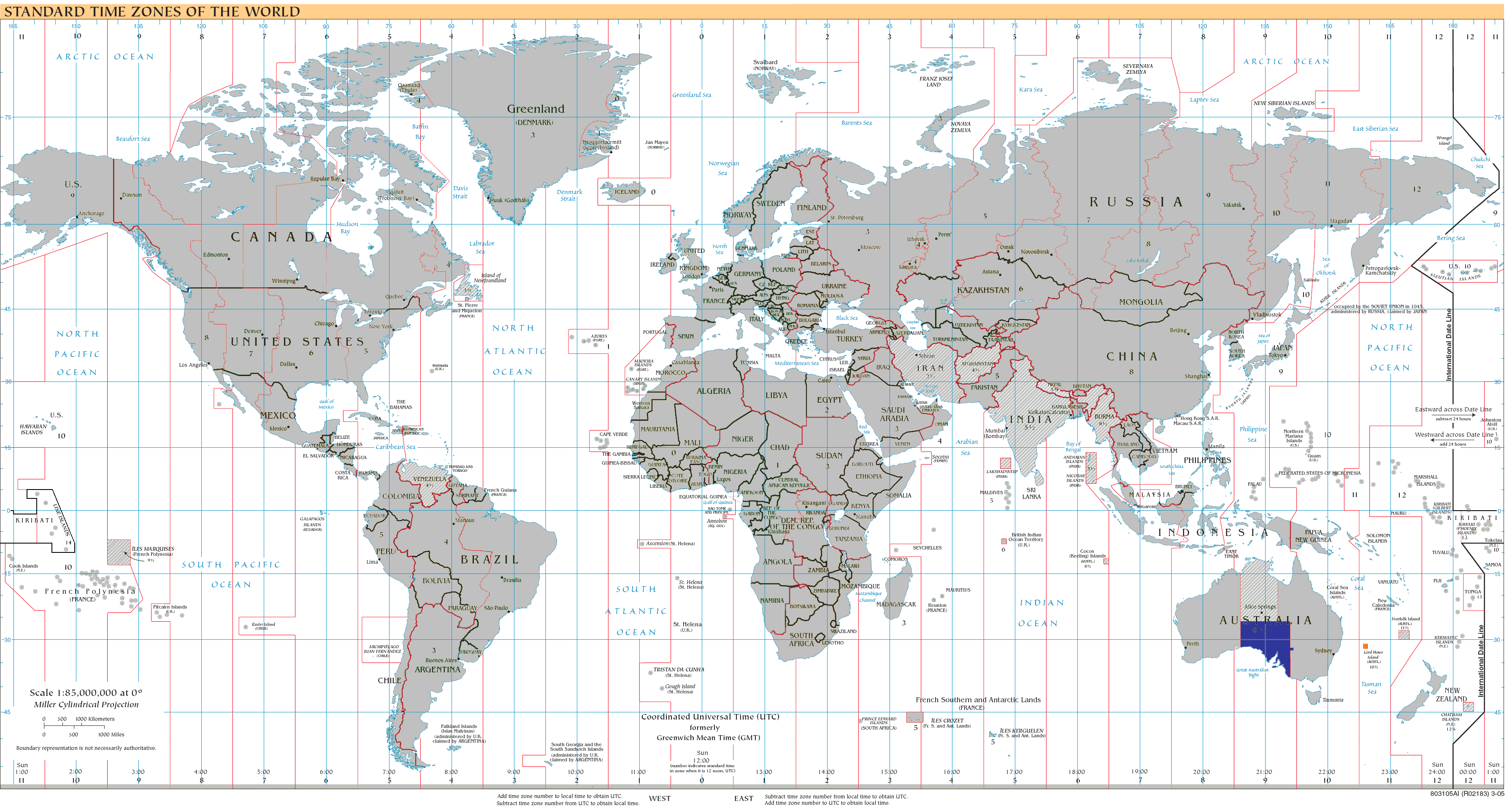
UTC+10:30

UTC+10:30 (K+ – Kilo+) – strefa czasowa, odpowiadająca czasowi słonecznemu południka 157°30'E.

## Czas standardowy (zimowy) na półkuli południowej
Australia i Oceania:
- Australia (wyspa Lord Howe)

## Czas letni na półkuli południowej
Australia i Oceania:
- Australia (Australia Południowa oraz miasto Broken Hill)